# Megaraptor namunhuaiquii
Megaraptor namunhuaiquii es la única especie conocida del género extinto Megaraptor ("ladrón gigante") de dinosaurio terópodo megarraptórido, que vivió entre mediados a finales del período Cretácico, hace aproximadamente 98 millones de años, entre el Turoniense y el Coniaciense, en lo que hoy es Sudamérica. Inicialmente se pensó que era un dromeosáurido gigante, después se clasificó como un allosauroideo, pero la filogenia más reciente lo ha colocado como un tiranosauroideo basal. El género es conocido por una única especie, M. namunhuaiquii, del griego y mapudungun "Ladrón gigante con lanza en el pie".

## Descripción

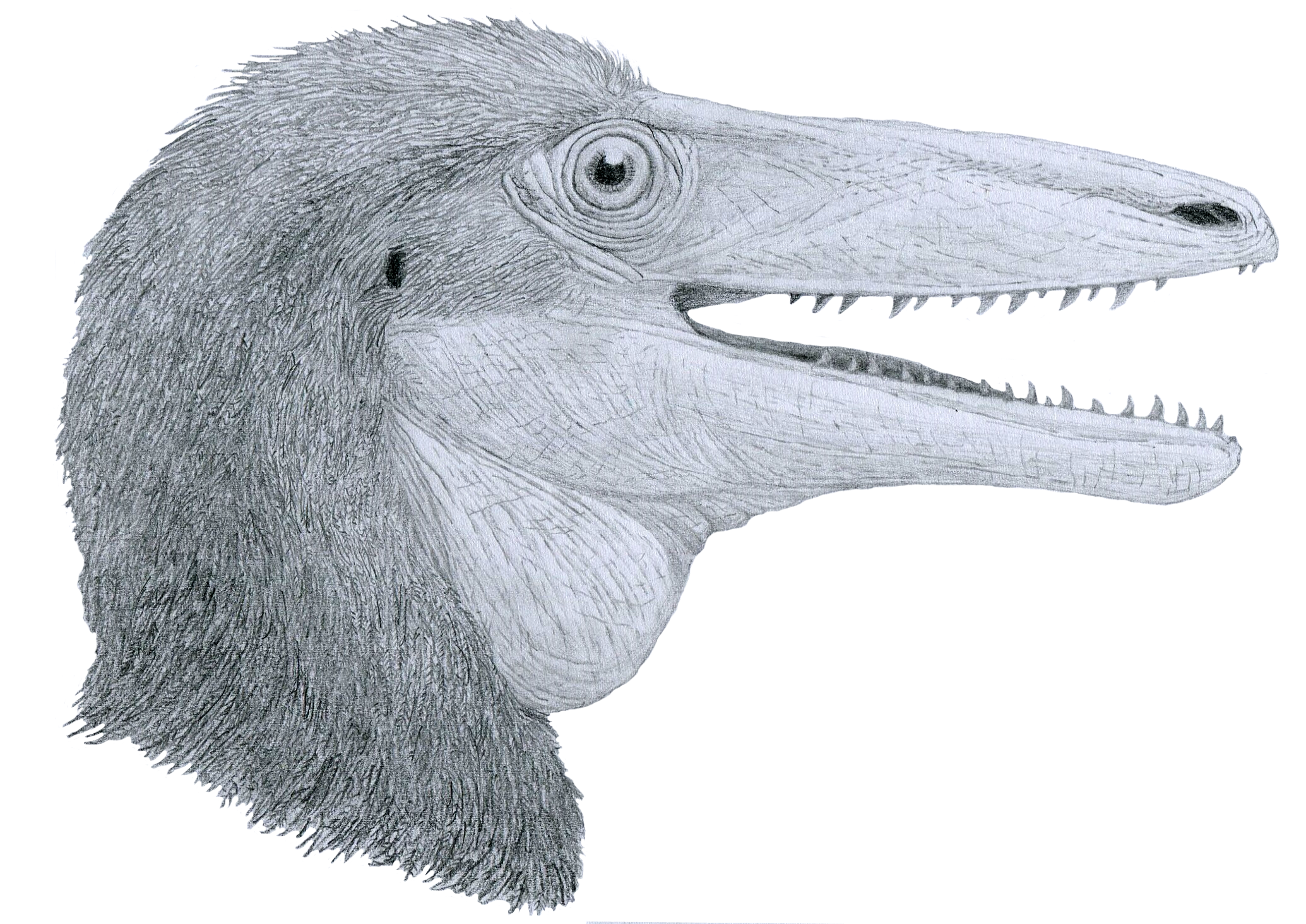
Recreación del busto de un juvenil

Megaraptor fue un terópodo carnívoro de entre 8 y 9 metros de largo y de constitución robusta. La característica más notable era una garra en el dedo 1 de la mano en forma de hoz de 42 centímetros de largo.
Las manos eran inusualmente alargadas, portando garras en forma de hoz que se curvaban aún más que las de los espinosáuridos. La mano sigue siendo absolutamente diferente de otros carnosaurianos, así que el hecho de si Megaraptor es o no un alosáurido, un carcarodontosáurido, un megalosáurido, o algo distinto a todo lo conocido es todavía motivo de diversas hipótesis. Es interesante observar que, antes de ser publicada, la clasificación del espinosáurido Baryonyx, provisto asimismo de garras desproporcionadas (aunque más pequeñas que las de Megaraptor) también incluía a dicho holotipo dentro del grupo de los dromaeosáuridos.
Se conocen de Megaraptor una serie de vértebras cervicales medias, con el centro cervical con una cara articular anterior esférica y una posterior en forma de copa para recibir a esta, típico de los tetanuros. Aunque la cabeza articular craneal es menos convexa que en Baryonyx, Sinraptor, Allosaurus y Giganotosaurus. Las vértebras son proporcionalmente más cortas que las de estos terópodos, indicando un cuello más robusto y fuerte. Vistas en corte caudal las vértebras presentan espacios aéreos. La lámina de la espina neural es corta comparada con la de Allosaurus, siendo más angosta en la base que en el extremo y las caras craneal y caudal presentan fuertes sitios para el ligamento interespinoso.
Solo dos vértebras caudales articuladas de la porción proximal de la cola se han recuperado, ligeramente comprimidas en lateral. Los centros y los arcos están firmemente osificados, esta fusión que no es infrecuente en dinosaurios puede ser patológica. El centro vertebral es más alto que ancho y el arco es dos veces el tamaño del centro.
La escápula y el coracoides izquierdo se encontraron articulados. La escápula se extiende craneocaudalmente en forma de espada, larga y angosta, el borde craneal es cóncavo y el caudal ligeramente convexo. Posee un amplio proceso acromial, bajo y ancho. La cavidad glenoidea es proporcionalmente pequeña. La lámina escapular es más robusta que la de los carcarodontosáuridos. El coracoides es similar a un plato elíptico, con la superficie externa rugosa con una marcada tuberosidad para la inserción del bíceps. Es más profundo que en Allosaurus, bastante similar al de Baryonyx.
Del miembro anterior se conoce la ulna, el radio y la mano, que miden 93,8 centímetros de largo, la mano sola mide 70 centímetros. La ulna es un hueso denso con un prominente y transversalmente comprimido olécranon que hace recordar al de Baryonyx. El radio es recto y delgado y a diferencia del resto de los terópodos su extremo proximal en convexo. El distal se encuentra expandido y rotado 90 grados con respecto al extremo proximal. La ulna gira sobre el eje longitudinal del radio.
Se conoce la mayor parte del pubis derecho, aunque le falta el pedúnculo púbico, siendo profundo dorsoventralmente y expandida craneocaudalmente. La superficie articular con el ilion es elíptica, sugiriendo un pediculo púbico expandido como el Allosaurus. La articulación con el ilion es muy alta, condición que recuerda a los tetanuros basales como Piatnitzkysaurus, contrastando con los más derivados como Giganotosaurus. El pubis del Megaraptor tiene un foramen obturador completamente abierto, a diferencia de los terópodos más basales. El borde púbico gira en su recorrido para encontrarse con el del otro lado en mitad del camino, formando el delantal púbico. Solo se conoce el metacarpiano IV del miembro posterior, está curvado ligeramente hacia fuera y el cóndilo distal externo no posee el proceso alar del Allosaurus y Sinraptor.

### Las garras de la mano

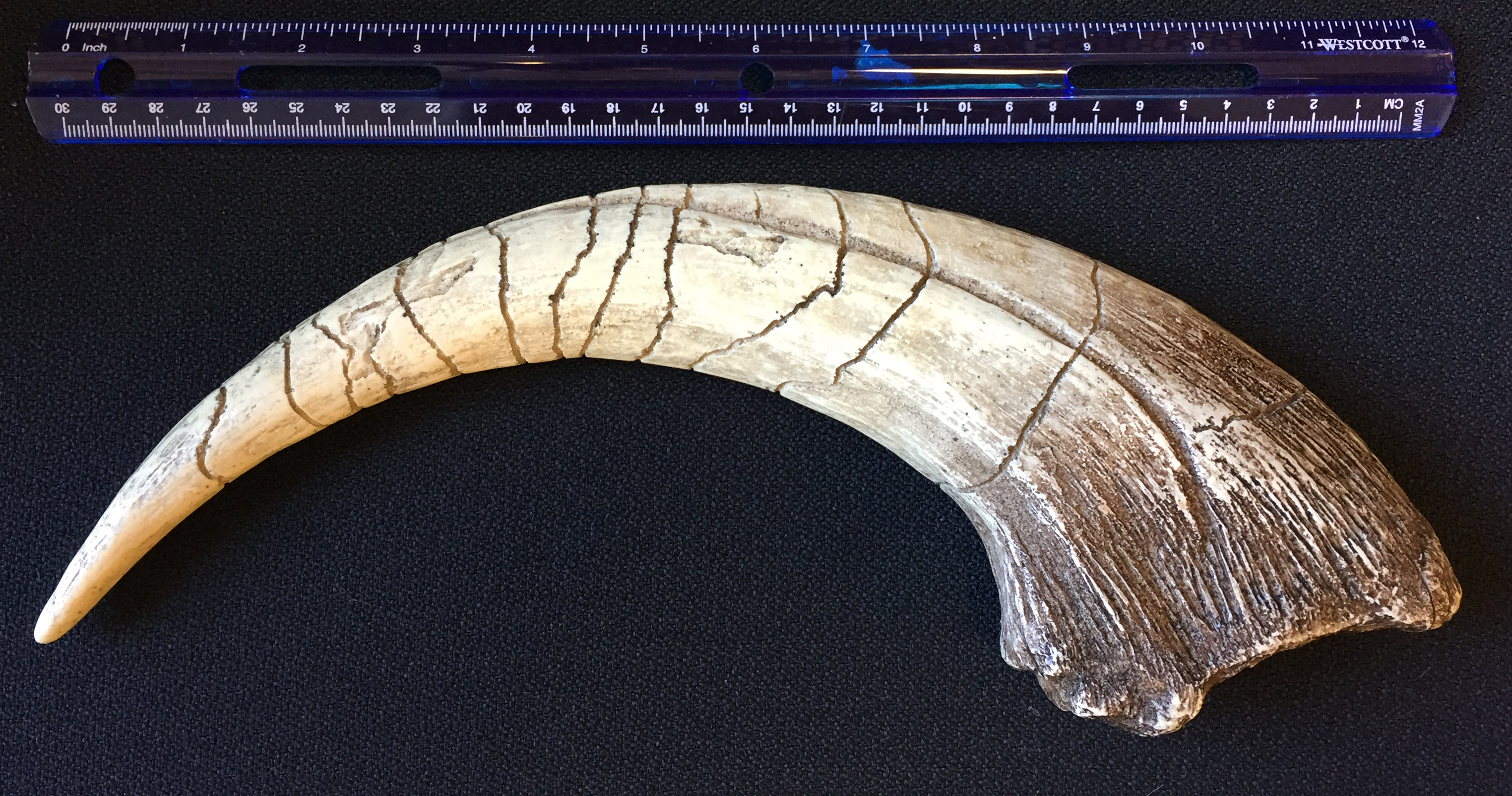
Garra de Megaraptor.

La mano de Megaraptor es su característica más sobresaliente, en especial los dedos I y II que poseen falanges ungulares muy desarrolladas. Estos huesos que soportaban las garras estaban fuertemente comprimidos lateralmente y poseían un notable tubérculo flexor. Los dedos I, II y III están bien desarrollados con una fórmulas de falanges 2, 3 y 4, pero el dedo IV es rudimentario y le faltan falanges. Los dedos I, II y III terminan en huesos ungulares comprimidos lateralmente, con una curva aguda y filosa, aunque los dedos I y II eran los más grandes. La falange del dedo uno es la más larga, con una curva interna muy aguda, como un borde cortante. Esta garra exhibe un surco que une a ambos sobre la curva externa, cerca de la base, muy similar a la encontrada en la garra del segundo dedo de los deinicosaurios. Aunque presenta dos grandes diferencias, un tubérculo flexor muy poco desarrollado y le falta la fosa para el tendón en este mismo tubérculo, esta garra medía alrededor de 35 centímetros, en línea recta desde la punta a la base. En ventral de la garra había un surco que unía esta con la falange I de 18,4 centímetros.
El dedo II poseía tres robustas falanges con una falange ungular de alrededor de 24 centímetros, siendo simétrica en ambas caras, con dos surcos ubicados en el mismo nivel que el Fukuiraptor. El dedo III es más corto alcanzando la segunda falange del dedo II, con una falange ungular de solo 6,5 centímetros. Las falanges del dígito II tienen superficies dorsales más pequeñas que los de los dígitos I e III.
Los carpales I y II se encuentran fusionados y en contacto con los metacarpales I y II, en dorsal tenían forma de polea y en palmar semilunar, esto es similar a lo visto en tetanuros como Allosaurus y formas más derivadas. El metacarpo I es corto, masivo y la mitad distal desviada hacia medial, los cóndilos distales están separados por un surco. Esta estructura asimétrica le da al dedo I una rotación lateromedial durante la flexión. El metacarpal II es el más largo, de 17 centímetros, con los cóndilos simétricos y se traslapa levemente con el metacarpal I. El metacarpal II es más corto que el II, como en otros tetanuros mide 50 % o menos que el metacarpal II. Son derechos, comprimidos lateralmente en distal y expandido en distal. El metacarpo IV es aún más pequeño, siendo la mitad del metacarpo III.

## Descubrimiento e investigación
Megaraptor fue descripto en 1998 por Fernando Novas, inicialmente como un carnívoro de gran tamaño, probablemente perteneciente a la familia de los dromeosáuridos. El material inicial y holotipo estaba compuesto por una sola garra fósil, de unos 30 centímetros de longitud, que se asemejaba notablemente a la hoz metatarsal propia de los dromaeosáuridos, y por algunos otros restos de muy poca significación, lo que dificultaba la identificación certera del individuo. El descubrimiento posterior de un miembro delantero completo, sin embargo, demostró que esta garra gigante tenía un origen metacarpiano, específicamente del primer dedo. Los restos provienen de la Formación Portezuelo, del el Grupo Neuquén, sobre la costa norte del Lago Barreales, en la Provincia del Neuquén, Argentina. El segundo espécimen, MUCPv-341, incluye una vértebra cervical anterior, escápula, coracoides, ulna, radio, una mano completa, pubis, dos vértebras caudales con arco hemal y metatarso IV.
Un dinosaurio que se cree que puede estar relacionado con Megaraptor fue encontrado en Australia del sudeste, en la Ensenada del dinosaurio. Se calcula que la criatura media alrededor de mitad del tamaño de  Megaraptor. Todavía no se la ha nombrado. Este hallazgo puede demostrar que la desintegración de Gondwana fue posterior a lo que se pensó alguna vez.

## Clasificación

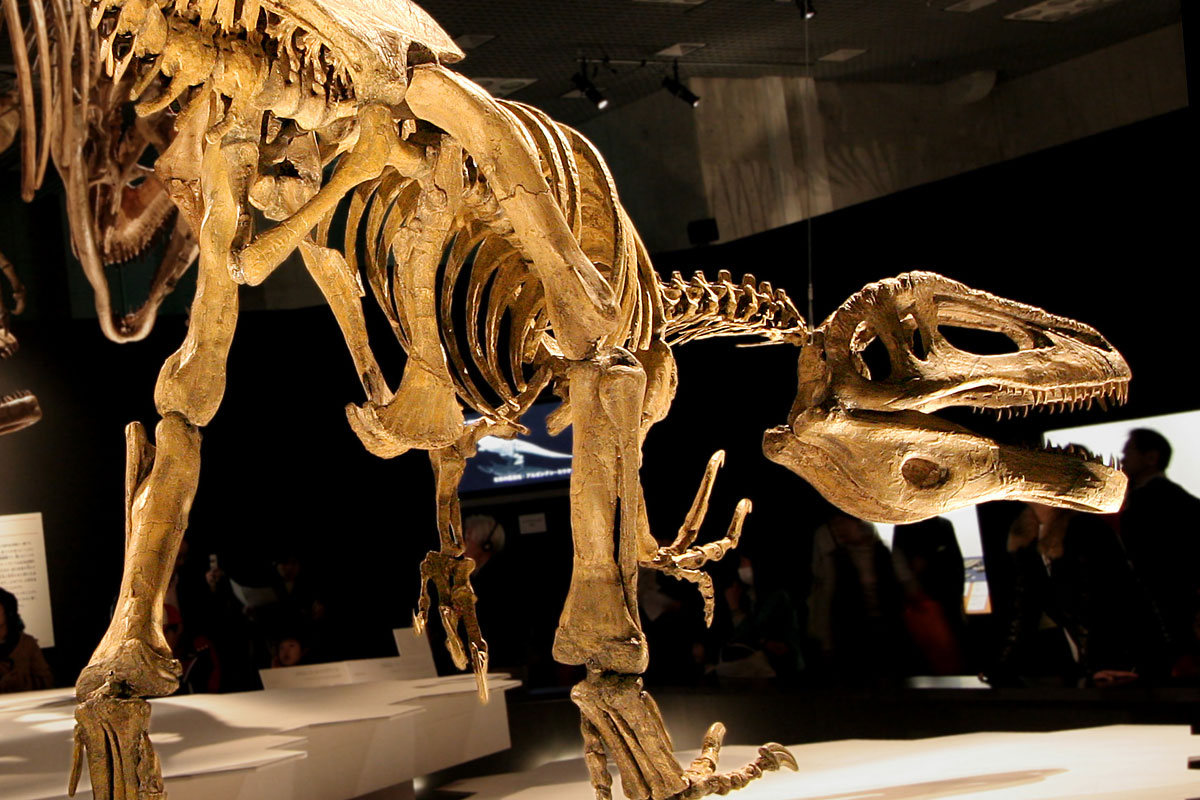
Reconstrucción hipotética del esqueleto.

Megaraptor fue considerado por Novas en 1998 como un celurosauriano basal, basándose en el primer descubrimiento de una garra, MCF-PVPH 79. Esta fue erróneamente considerada a la garra del segundo dedo del pie, mostrando una convergencia evolutiva con los dromeosáuridos o los trodóntidos. Esto se consideró así hasta que en junio de 2002 nuevo material fue encontrado en el Centro Paleontológico de Lago Barreales, donde queda al descubierto un área perteneciente a la Formación Portezuelo, en este afloramiento de 200 metros cuadrados y 1 metro de profundidad, que ha brindado gran cantidad de fósiles. Entre estos restos se destaca una mano completa que brinda la posición correcta de la gran garra en el dedo uno de la mano. Este nuevo material se pensó que Megaraptor no perteneceria a Coelurosauria como se creyó en un principio, por otra parte tampoco pertenece a Abelisauroidea. Las características diagnósticas de este género, o más bien la falta de ellas, abrían la posibilidad de que este género pueda ser referido a Carcharodontosauridae o a Spinosauridae. Varias características exhibidas por las vértebras cervicales se asemejan a las de los carcarodontosáuridos, aunque el arco neural y el centro vertebral no corresponden a lo vistos en otros carcarodontosáuridos. Las vértebras caudales también recuerdan a las de los carcarodontosáuridos con un gran pleurocoelo, aunque esto no es constante entre los animales de este grupo, por lo que hay que ser cautelosos en usar esta característica sola como diagnóstica.
Por otro lado, la escápula de Megaraptor presenta varias características primitivas presentes en Ceratosaurus y en tetanuros basales como Baryonyx. Por otro lado, una escápula delgada es característica de los aveterópodos, no presentes en otros terópodos patagónicos. Además el coracoides presenta características de tetanuros, que junto a lo anterior parecería pertenecer a un espinosáurido. En comparación con las garras de Megaraptor, los espinosáuridos poseen igualmente una gran garra en la mano y poderosos brazos, aunque las manos no estaban tan desarrolladas. Aparte de lo anteriormente nombrado, presencia de un cuarto metacarpo indica una condición más primitiva que los más derivados tetanuros, como Allosaurus y celurosaurianos. Aparte de esto se han encontrado numerosos dientes de carcarodontosáuridos esparcidos en el sitio, estos dientes constituirían una evidencia a favor de la filiación dentro de Carcharodontosauridae. Pero asignar los dientes a Megaraptor sería muy aventurado. Pues así la combinación de características mostradas en Megaraptor, sugiere que se habría separado de los demás clados de tetanuros con anterioridad del origen de Neotetanurae. La ausencia de caracteres de los principales linajes de terópodos, enfatiza la posibilidad de que se trate de un grupo de terópodos no identificados con anterioridad, con un robusto cuerpo y excepcionales manos de tipo raptor.
La mano es bastante distinta de otros tetanuranos basales, por lo que inicialmente no estaba claro si Megaraptor era un alosáurido, un carcarodontosáurido, un espinosauroide o algo completamente diferente. Estudios posteriores, así como la identificación de parientes cercanos con grandes garras similares en las extremidades anteriores, ayudaron a identificar a Megaraptor como un posible alosauroide altamente avanzado y de construcción ligera. Benson, Carrano y Brusatte realizaron un análisis filogenético donde incluyeron a Megaraptor dentro de una nueva familia de alosauroides. A esta la llamaron Neovenatoridae tomando como tipo al Neovenator. Incluyeron en esta el clado Megaraptora que contiene a los géneros más avanzados, entre los que se halla Megaraptor estrechamente vinculado a Aerosteon. Estudios más recientes han propuesto que Megaraptor y sus parientes son en realidad tiranosauroides o espinosauroides en oposición a los alosauroides. Un espécimen juvenil descrito en 2014 ha proporcionado más evidencia de que Megaraptor es un tirannosauroide primitivo. El descubrimiento de Gualicho indica que Megaraptor puede no ser un tiranosauroideo, sino un celurosaurio basal o alosauroide. Un estudio de 2016 de la mano concluyó que era más similar a las de Carcharodontosauridae que a Tyrannosauroidea, aunque con el último grupo había similitudes.
En 2019 Rolando, Novas y Agnolín presentaron un estudio que respalda aún más la hipótesis de que los megaraptoranos son miembros basales de los celurosaurios, esto respaldado por 20 sinapomofías, con una afiliación más fuerte con Tyrannosauroidea, respaldada por más de 20 sinapomorfías.

### Filogenia
El cladograma que se muestra a continuación sigue un análisis de Porfiri et al., 2014.

|                | Fukuiraptor |
|                | |
| Megaraptoridae | \| \| Australovenator \| \| \| \| \| \| Aerosteon \| \| \| \| \| unnamed \| Orkoraptor \| \| \| Orkoraptor \| \| \| Eotyrannus \| \| \| \| \| \| Megaraptor \| \| \| \| |
|                | \| \| Australovenator \| \| \| \| \| \| Aerosteon \| \| \| \| \| unnamed \| Orkoraptor \| \| \| Orkoraptor \| \| \| Eotyrannus \| \| \| \| \| \| Megaraptor \| \| \| \| |
|                | Australovenator |
|                | |
|                | Aerosteon |
|                | |
| unnamed        | Orkoraptor |
|                | Orkoraptor |
|                | Eotyrannus |
|                | |
|                | Megaraptor |
|                | |

|         | Australovenator |
|         |                 |
|         | Aerosteon       |
|         |                 |
| unnamed | Orkoraptor      |
|         | Orkoraptor      |
|         | Eotyrannus      |
|         |                 |
|         | Megaraptor      |
|         |                 |

## Paleobiología
La gran falange del dedo I, tiene una superficie dorsal ancha y un borde interno agudo, es lo bastante fuerte para soportar un músculo extensor masivo. Sugiere que el movimiento durante la hiperextensión del el falange ungular era muy fuerte, una condición necesaria para animales con hábitos rapaces. Esto, junto con el poderoso tríceps que se insertaba en el olécranon le darían una gran potencia a los movimientos de extensión, constituyéndola una poderosa arma para atacar a sus presas. De esto se deduce que la garra del dedo I tenía la misma función que las de los dromeosáuridos y las garras II e III se relacionaban con la ayuda. También, basado en el hecho de que Deinonychus y Neuquenraptor eran cazadores y las posibles semejanzas del entre la garra de pie II de estos dromaeosáuridos y de la garra I de la mano de Megaraptor, hace suponer que este depredador gigante del Patagonia tenía un hábitos cazadores.
El radio recuperado de Mapusaurus roseae demostró que sus manos son grandes, diferente a otros terópodos grandes. Existe la interpretación de que los metacarpales II y III de Mapusaurus pueden ser similares a los metacarpales I y II de Megaraptor. De esta manera es posible considerar que ambos pueden tener una morfología craneal similar. Esto podría indicar que Megaraptor utilizó el cráneo como arma principal y los brazos solamente para abrir los cadáveres. También, considerando morfología de las manos de Megaraptor y Baryonyx ambos tetanuros basales podrían ser comparables. Se ha propuesto que Baryonyx habría podido ser un animal carnívoro considerando que sus garras habrían podido ser utilizado para abrir los cadáveres. Igualmente, Baryonyx también fue interpretado como un piscívoro basado no sólo en las garras enormes, sino también por la morfología del cráneo, la forma de los dientes, y el contenido del estómago. Sin embargo, la evidencia sobre los hábitos alimentarios de Megaraptor puedan relacionarse solamente por su morfología de la mano es exigua, ya que no hay materiales craneales para comparar. Además, basado en los materiales relacionados de más que un individuo de Megaraptor en el Lago Barreales, es posible indicar un comportamiento social para el género que se observa en otros tetanuros, por ejemplo en Mapusaurus. Por esta razón, es posible que Megaraptor fuera un animal con hábitos de caza en grupo, comportamiento observado en animales vivos como leones y hienas.

## Paleoecología
En el Sitio Futalognko a 90 kilómetros de la ciudad de Neuquén, en la costa norte del Lago Barreales, donde fuera encontrado, estaba asociado a restos de saurópodos, terópodos como Unenlagia, ornitópodos, peces, plantas, tortugas, cocodrilos, y pterosaurios, entre otros, además de cáscaras de huevos y hojas de gimnospermas y angiospermas. El afloramiento de 2 hectáreas, expone rocas del Grupo Neuquén, Subgrupo Río Negro, que se compone principalmente de sedimentos fluviales. La Formación Portezuelo está formada por piedra arenisca amarilla y arcillas verdes y rojas que se estima de finales del Turoniano, estando cubierta por la Formación Plottier. La región en esa época debió haber sido una planicie boscosa surcada de ríos meandrosos. Los fósiles de este sitio se hallaron en arcillas rojas, que evidencia que sufrieron un ligero transporte, ya que están en muy buen estado de preservación pero desarticulados.